# Angle acromial
 (juin 2022).
L'angle acromial (ou métacromion) est un point osseux proéminent à la jonction du bord latéral de l'acromion et du bord postérieur de l'épine de la scapula,.